# Коваленко Олександр Олександрович (сходознавець)
Олександр Олександрович Коваленко (нар. 1980) — український науковець, історик, спеціаліст з історії Японії, цивілізацій Класичного Сходу. PhD (2006), аспірант Школи інтегрованих мистецтв та наук Хіросімського університету. У 2012 році розробив та впровадив власну систему транскрибування японських слів засобами української мови.
Член Центру сходознавства НаУКМА, Товариства дослідження доби Оди-Тойотомі, Японського наукового товариства дипломатики.

## Життєпис
Олександр Коваленко народився 9 жовтня 1980 року в місті Київ, УРСР. У 2004 році закінчив історичний факультет КНУ ім. Т. Шевченка і отримав ступінь магістра історії. У 2004 році переїхав жити та працювати в Японію за програмою Міністерства освіти, культури, спорту, науки та технології Японії. У 2006 році отримав науковий ступінь Доктора наук (PhD) Хіросімського університету за спеціальністю. Наукові інтереси: японознавство, історія Японії та країн східноазійського регіону, середньовічний японський скоропис. 
З 2009 року лектор Музичного університету Єлизавети Баварської в місті Хіросіма. Викладає курси з історії та культури Японії, хіросімські студії.
Автор книги «Самурайські хроніки: Ода Нобунаґа» (Київ, Дух і Літера, 2013), що містить переклади японських історичних джерел кінця XVI—XVIII століть.

## Система японсько-української практичної транскрипції
Власна система японсько-української практичної транскрипції, створена Олександром Коваленком, була опублікована у 2012 році. Вона складена на основі порівняльного аналізу фонематичних та фонетичних систем японської та української мов. На відміну від інших українських систем, спирається на результати досліджень японських мовознавців 2-ї половини XX — початку XXI століття. Використовується в публікаціях Київського національного університету імені Тараса Шевченка, Інституту сходознавства НАН України, японознавчій літературі тощо.

## Основні наукові праці
- Коваленко О. Система японсько-української практичної транскрипції. Фонетичний аналіз // Збірник наукових праць Національного науково-дослідного інституту українознавства та всесвітньої історії. — К.: ННДІУВІ, 2012. — Т. ХХІХ. — С. 197—215.[2]

## Сходознавчі книги
- Коваленко О. Самурайські хроніки: Ода Нобунаґа. Київ: Дух і Літера, 2013. 960 стор. ISBN 978-966-378-293-5